# 金錫儀
金錫儀爵士，KCMG（英語：Sir Sydney Caine，1902年6月27日—1991年1月2日），一譯薛尼·肯因爵士，英國殖民地官員、經濟學家、教育家。
金錫儀早年就學於倫敦政治經濟學院，大學畢業後加入殖民地部。1938年，金錫儀轉任香港財政司一職。任內，他改革水務政策，並著手制定利得稅和金融政策。1940年，金錫儀被調回英國，歷任助理秘書、殖民地大臣財務顧問、英國財政和供應代表團團長等職務。
1952年至1956年，金錫儀出任馬來亞大學校長一職。他致力於改善教學質素，包括提出在吉隆坡建造新校舍以供教授不同學科之用。對於陳六使等華人領袖提出建立南洋大學一事，金錫儀認為建立南洋大學並不恰當，因為馬來亞大學已能能夠滿足馬來亞學生的教育需求。此外此舉會分薄馬來亞大學的財政資源，令兩間大學出現資源不足的情況。
1957年，金錫儀轉任倫敦政治經濟學院校長。他擔任校長時，金錫儀著手發展管理研究學系，但最後無疾而終。1967年，倫敦政經學院委任沃爾特·亞當斯（後為爵士）為校長的決定引起軒然大波，學生更發起示威，金錫儀遂禁止學生進行示威運動，並對學生領袖作出紀律處分。但是在學生要求下，金錫儀最後解除對學生領袖的懲罰。同年，金錫儀辭去倫敦政治經濟學院校長一職，展開退休生涯，至1991年去世，終年88歲。

## 生平

### 早年生涯

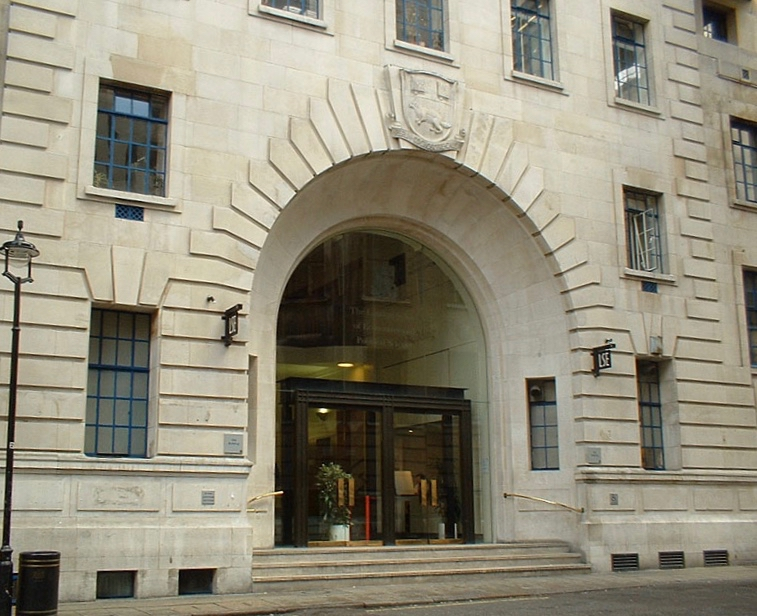
金錫儀之母校倫敦政治經濟學院。他於1957年至1967年在此擔任校長一職。

金錫儀1902年6月27日生於倫敦亨頓，父親哈里·愛德華·凱恩（Harry Edward Caine）是一位鐵路業務員，而母親是簡·哈克·巴克利（Jane Harker Buckley）。金錫儀年少時曾就學於哈羅郡立學校（Harrow County School），後負笈倫敦政治經濟學院修讀經濟，以一級榮譽畢業。大學畢業後，金錫儀應徵為助理稅務員。1926年，他在公務員競爭考試中脫穎而出，成功進入殖民地部。1929年，他被任命為西印度糖業委員會秘書，至1934年轉任英國糖業諮詢委員會秘書，協助保護本土經濟並擴大英國領地的市場。

### 香港財政司
1938年，金錫儀被任命為香港財政司。甫上任，金錫儀便著手處理水費問題。他認為需要設立一個新的政府部門主管水務，並隸屬於工務司之下；又主張提升水費以彌補日益龐大的水務開支，若有盈餘便撥入翌年水務預算之中。他亦提出4項原則，包括公用水源開支由公費承擔、廢除食水免費額、用戶若有額外用水需求須自行繳付費用以及為船上食水和工程水源徵收特別費用。
1939年，金錫儀提出設立利得稅，並按累進稅率徵收稅項，以呼應針對港督羅富國爵士設立利得稅以彌補作戰開支的構想。待港府首肯後，金錫儀與律政司晏禮伯遂按照錫蘭於1932年制定的利得稅條例訂定法案。惟法案最後不了了之，也沒有刊憲:30-31。後來提案被納入立法局財政預算案辯論當中，提案一出便受到非官守議員強烈反對。金錫儀面對非官守議員的反對時，指出利得稅適合於香港，在執行上亦沒有大問題。他之後更表示設立利得稅能夠減輕長期繳付軍費人士的經濟負擔，又指若商人和業主沒有利潤時便不需繳納利得稅，以及已對逃稅問題作出對策，故對商業影響並不大。港府因非官守議員的強烈反對而對制定利得稅有所顧忌，因此設立一個委員會以作進一步研究。經討論後，港府大致同意採用金錫儀提出的累進稅率作為徵收利得稅的標準。最終港府於1940年通過戰時收益條例（War Revenue Ordinance），開始徵收利得稅、薪俸稅和物業稅，但其時金錫儀已離港:375-376。
除了水務和稅制政策，金錫儀亦關注香港金融事宜。1939年法幣出現波動後，金錫儀表示變動與港元無關，又強調港元不會貶值，外匯基金委員會亦不會改變自1936年以來所採用的策略。此外，金錫儀又於同年9月制訂英鎊買賣定率，以規定外匯基金委員會售予銀行的英鎊價格。

### 回到英國供職
1940年，金錫儀被召回殖民地部，擔任助理秘書一職。他之後被借調到華盛頓的殖民地供給聯絡處（Colonial Supply Liaison Office），负责應對美國租借法案所引起的勞工問題。 
1942年，金錫儀擔任英美加勒比委員會（Anglo-American Caribbean Commission）成員。針對當地的經濟與社會問題，他提出促進加勒比海地區的工業化的主张，但不支持以製造業取代食糖生產成為西印度群島的主要經濟支柱；此外他試圖研究蔗糖作為工業原料的可行性，以復興西印度群島的製糖業、促進當地工業發展。他認為英國政府和加勒比海殖民地的政府應要比戰前承擔更大的責任，殖民地政府亦應制定更大的都市倡議和更清晰的發展戰略。皇家西印度委員會隨後撰寫了一份報告，建議增加對食糖製造業的資助，以及設立西印度福利基金，每年撥款100萬英鎊予當地，為期20年。報告發表後，威廉·阿瑟·劉易斯（後為爵士）批評此報告教育資助不足 ，以及過於低估加勒比海殖民地的經濟前景。金錫儀對此作出回應，表示大致認同劉易斯的觀點，但他認為加勒比海殖民地沒有發展工業的先天優勢:47。
同年，金錫儀擔任殖民地大臣奧利弗·斯坦利（Oliver Stanley）的財務顧問，至1947年轉任殖民地部副次長為止。 1948年，他擔任財政部第三秘書（3rd Secretary of the Treasury）一職。同年年年底，金錫儀調任財政部第三秘書。1950年，他率領英國財政和供應代表團到華盛頓參加會議。會上他表示美國和英國應帶頭結束不平等的經濟待遇，又認為這些政策應見好就收。他亦率領代表團到錫蘭，參與世界銀行會議。翌年，他被錫蘭政府邀請，共同研究該國農業、工業等發展的可能性。

### 馬來亞大學校長

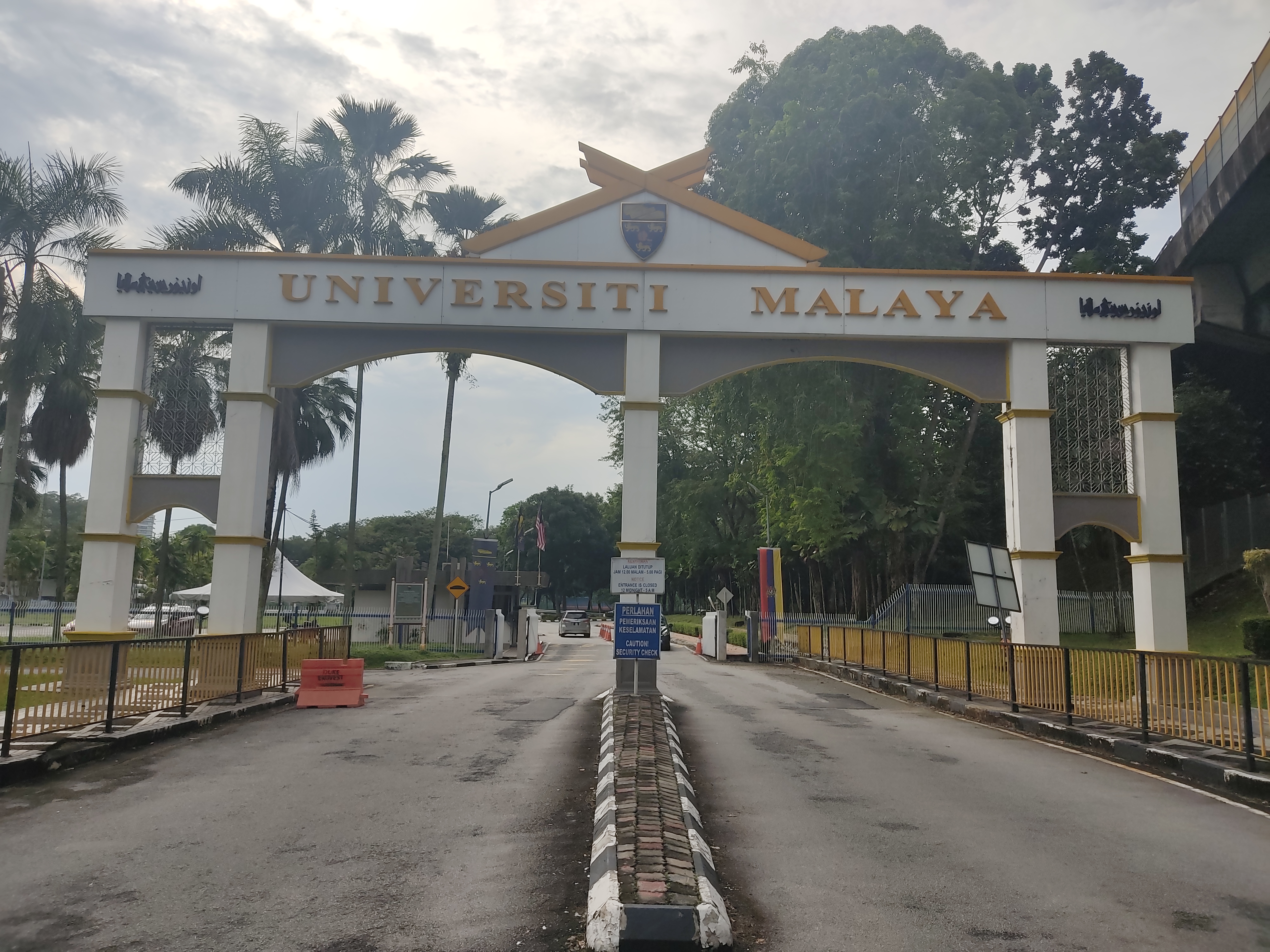
金錫儀於1952年至1956年為馬來亞大學校長。

1952年，金錫儀被任命為馬來亞大學校長。金錫儀上任後，認為大學部分學系（例如醫學系與東方語言系）未能提供足夠資源予學生，所以他提出在吉隆坡建造新校舍，教授農業、工程學、社會科學、科學和醫學。同時他提出應增設法律、工程等科目，認為這些科目對馬來亞的發展將大有裨益。金錫儀亦認為馬來亞大學不應只面向本土學生，而應面向世界，招收世界上最好的學生；他又認為學生是大學的骨幹，制定政策時應同時考慮學生和教職員的需求，從而保障大學教學質素。此外，金錫儀在倫敦經濟學院校長亞歷山大·卡爾-桑德斯爵士（Alexander Carr-Saunders）的協助下，亦為馬來亞大學位於新加坡的校區制定了新的計劃，並計劃於該校區開設藝術、科學、醫學、社會科學、教育和法律。
1953年初，新加坡福建會館主席陳六使倡議創辦南洋大學，並首捐500萬元，獲得東南亞各地華人的支持。當創辦南洋大學一事成為一時話題後，金錫儀就著成立南洋大學一事與馬來西亞華人公會總會長陳禎祿爵士辯論，會上金錫儀認為解決華文學校學生英語水平不足的問題後，馬來亞大學能夠滿足馬來亞學生的教育需求，指出新大學開辦學科需要顧慮很多因素，包括學科認受性、資源，又認為發展一間大學是一個非常漫長的過程。他又指出財政資源有限，應用作改善馬來亞大學，而不應用作設立一個新的大學，此舉會令兩間大學出現資源不足的情況；他亦對新大學表揚馬來亞國民意識的成效表示質疑。
英國殖民地部與馬來聯邦政府對於創立南洋大學一事上持反對立場。1953年2月，殖民部大臣表示南洋大學會與殖民地培養馬來亞共識的政策背道而馳。馬來聯邦政府雖然反對南大成立。不過聯邦政府不反對設立一間獨立英文學院，旨在改善華文學校學生英文水平，以滿足馬來亞大學的要求。1953年6月，新加坡總督列誥爵士因著英國殖民地部與馬來聯邦政府對於創立南洋大學一事的反應，召集東南亞最高專員兼馬來亞大學校監麥唐納（Malcolm MacDonald）與金錫儀商討創立南洋大學一事。會後他們均同意殖民部大臣的觀點，认为成立南洋大學不合时宜，但看待此事為「學術」問題，認為南洋大學創辦後的去留取決於其學術水準。此外，他們亦認為如果南洋大學提倡人堅持建校計劃，政府將不給予任何幫助。虽受阻力，但南洋大學倡議人仍然堅持建校，新加坡政府最終接受南洋大學開辦，1956年3月南洋大學正式開學。
擔任馬來亞大學校長期間，金錫儀亦兼任其他公務。1955年，金錫儀擔任新加坡首席部長大衛·馬紹爾的經濟顧問，幫助設計長期經濟政策以促進當地產業的發展以及發展社會福利，從而實現收入平等。同年，金錫儀被任命為加勒比地區財政委員會主席，協助西印度群島聯邦政府制定財政計劃。1956年，金錫儀與英倫銀行代表G·C·屈臣（G. C. Watson）合作，共同研究馬來聯邦和新加坡的中央銀行體制。同年，金錫儀提出辭任校長一職，其請辭的直接原因是馬來亞大學校委會所施加的政治壓力。金錫儀辭任校長一事傳出後，馬來亞大學學生均表示震驚和婉惜，有學生更直言「沒有人可取替他」。

### 倫敦政經學院校長
1957年，金錫儀被任命為倫敦政治經濟學院校長，展開10年任期。任內，金錫儀見證學校進入高速發展期。1955年，倫敦政經學院收購本為印刷廠的聖克雷門特大樓（St Clements' Building）作校舍之用。1966年，校方擴建位於霍頓街（Houghton Street）的克萊爾市場大廈（Clare Market Building）作為學系辦公室與語言中心之用。
隨著與管理相關的研究越來越多，擴展商業教育的呼聲越來越高。學術委員會遂回應社會的訴求，提出建立金融、商業管理和產業組織的建議。倫敦政經學院亦嘗試與帝國理工學院商討建立聯合管理學院，但最終以失敗告終:11。1963年，校方提出建立與管理研究相關的部門，並將計劃上呈至大學教育資助委員會，而金錫儀亦於主導是次計劃的會計學教授哈羅德·埃迪（Harold Edey）的請求下，向大學教育資助委員會提供更多資訊:12。事實上，金錫儀本人也認為憑藉學校對管理研究的經驗以及一批對管理研究感興趣的知名學者，倫敦政經學院將更容易獲得政府資助，從而繼續發展管理研究學系:21。但是，教職員不願意進行跨學系的合作，商業機構也傾向贊助新興商業學校，部門也找不到可以合作的教職員，最終計劃無疾而終:21-22。
1964年，金錫儀成立了一個研究小組，旨在研究遷校的可行性。1965年5月，該研究小組向學術委員會提交報告，提出了維持原狀和遷校雙方的理據。金錫儀了解雙方的理據後，認為遷校會帶來財務和計劃障礙清單很大。最後，遷校的建議被否決。此外，當經濟學教授羅賓斯勳爵發表《羅賓斯報告》之後，金錫儀便研究讓學生和教職員人數增長的可行性，並且於1964至1965年間開辦一年制碩士課程。
1967年，倫敦政經學院委任沃爾特·亞當斯（Walter Adams，後為爵士）為下一任校長。校方的決定隨即引起學生不滿，因為亞當斯曾擔任羅得西亞大學學院（University College of Rhodesia）校長一職。同年1月，學生於舊劇院（Old Theatre）發起示威，金錫儀隨即禁止學生聚集，並且關閉所有燈光和吩咐工人於舊劇院周圍設立防線，以防止學生進入舊劇院範圍。示威中一名工人因心臟病發死亡:47。金錫儀隨後關閉學校，並到學生酒吧安慰學生，以緩解學生因工人死亡而導致的情緒波動。事件發生翌日，在學校秘書哈利·基德（Harry Kidd）促使下，金錫儀對學生領袖作出紀律處分:48。學生對此決定感到不滿，要求校方解除對該兩名學生領袖的懲罰，並發起罷課。金錫儀呼籲罷課學生停止示威行動，並表示示威行動無補於事。金錫儀的回應不能令學生滿意，部分學生之後更以絕食明志，至金錫儀答應學生解除對學生領袖的懲罰的訴求後，絕食行動才告終止。縱使受到大批學生的反對，亞當斯仍於同年接替金錫儀擔任倫敦政經學院校長一職。

### 晚年生涯
1967年金錫儀離開倫敦政經學院，展開退休生涯。不過，他仍然繼續撰寫多本與經濟與高等教育有關的書籍，亦身兼多項公職。1971年，他出任印尼糖業研究統籌人、至1973年出任白金漢大學籌劃委員會成員為止。
1991年1月2日，金錫儀於英国薩里郡欣德黑德（Hindhead）逝世，終年88歲。其追思禮拜於同年2月2日在伦敦丹麥聖克萊蒙教堂舉行。

## 個人生活
金錫儀一生共有3段婚姻。1927年8月15日，金錫儀迎娶穆里爾·莫德·安·哈里斯（Muriel Maud Ann Harris，1900年－1962年）為妻。兩人共育有一子，名為邁克爾·哈里斯·凱恩爵士 (Sir Michael Harris Caine，1927年－1999年)。邁克爾後來成為商人，並熱心於出版和文化工作。
穆里爾於1962年逝世。1965年3月23日，金錫儀復迎娶多麗絲·溫妮費德（Doris Winifred，1900／1901年－1973年）為妻。
1975年，金錫儀迎娶伊麗莎白·克倫·鮑耶（Elizabeth Crane Bowyer）為妻，伊麗莎白是為埃里克·鮑耶爵士（Sir Eric Bowyer）的遺孀。這段婚姻持續至金錫儀於1991年逝世為止。在這段婚姻中兩人共育有兩名繼子和兩名繼女。

## 部份著作
- Caine, Sydney. The History of the foundation of the London School of Economics and Political Science. London: G Bell and Sons, 1963[10].
  - （直譯：金錫儀著，《倫敦政治經濟學院創立史》。倫敦：喬治·貝爾出版社，1963年。）
- Caine, Sydney. Paying for TV? London: Institute of Economic Affairs, 1968[37].  
  - （直譯：金錫儀著，《付錢買電視？》。倫敦：經濟事務學會，1968年。）
- Caine, Sydney. British Universities: Purpose and Prospects. London : Bodley Head, 1969[38].
  - （直譯：金錫儀著，《英國大學：目的與願景》。倫敦：博德利·海德，1969年。）
- Caine, Sydney. University independence: the main questions. London: Rex Collings, 1971[10].
  - （直譯：金錫儀著，《大學自主：主要問題》。倫敦：雷克斯·科林斯出版社，1971年。）
- Caine, Sydney. The price of stability: a study of price fluctuations in primary products with alternative proposals for stablisation. London: Institute of Economic Affairs, 1983[10].
  - （直譯：金錫儀著，《穩定的價格：對初級產品的價格波動之研究以及穩定價格的提案》。倫敦：經濟事務學會，1983年。)

## 榮譽

### 殊勳
- 聖米迦勒及聖喬治同袍勳章（1945年[1]）
- 聖米迦勒及聖喬治爵級司令勳章（1947年[10]）
- 奧蘭治-拿騷大軍官勳章（1947年[1]）
- 丹內布魯格司令勳章（1965年[1]）

### 榮譽學位
- 馬來亞大學榮譽博士（1956年[1]）
- 白金漢大學榮譽博士（1980年[1]）